# Дрочево (Московская область)
Дрочево — деревня в Дмитровском районе Московской области, в составе сельского поселения Куликовское. До 2006 года входило в состав Зареченского сельского округа.
Ранее деревня называлась Драчливо, на карте Канала имени Москвы 1937 года деревня отмечена именно так.

## Расположение
Деревня расположена на северо-западе района, на границе с Тверской областью, примерно в 33 км к северо-западу от Дмитрова, по правому берегу реки Сестры, у устья одного из рукавов речки Дятловка. Высота центра над уровнем моря 208 м. Ближайшие населённые пункты — Меленки и Высоково, Тверской области, на другом берегу реки Сестры.

## Население
| 2002 | 2006 | 2010 |
| ---- | ---- | ---- |
| 13   | ↗15  | ↘14  |